# Mesudiye (ironclad)
O Mesudiye foi um ironclad operado pela Marinha Otomana. Sua construção começou em 1872 nos estaleiros britânicos da Thames Ironworks and Shipbuilding Company em Londres e foi lançado ao mar no final de setembro de 1874, sendo comissionado na frota otomana em meados de dezembro do ano seguinte. Era armado com uma bateria principal composta por doze canhões de 254 milímetros montados em uma bateria central blindada, tinha um deslocamento de quase nove mil toneladas e alcançava uma velocidade máxima de treze nós (24 quilômetros por hora).
O Mesudiye sofreu de uma manutenção ruim durante a maior parte de sua carreira, incluindo um período de vinte anos entre a Guerra Russo-Turca de 1877–78 e a Guerra Greco-Turca de 1897. Consequentemente, estava em péssimas condições no final da década de 1890, o que levou a uma enorme reconstrução na Itália em 1899 que o transformou em um navio no estilo pré-dreadnought. Seu sistema de propulsão foi removido e substituído, enquanto seus armamentos modernizados, porém nunca chegou a receber a planejada bateria principal de dois canhões de 230 milímetros.
O navio teve uma participação ativa na Primeira Guerra Balcânica entre 1912 e 1913, incluindo na Batalha de Elli em dezembro de 1912 e na Batalha de Lemnos em janeiro de 1913, sendo seriamente danificado nesta última. A Primeira Guerra Mundial começou em 1914 e a embarcação foi atracada em Nara para proteger campos minados em Dardanelos. O submarino britânico HMS B11 passou pelos campos minados na manhã de 13 de dezembro e torpedeou o Mesudiye, que rapidamente afundou. Seus canhões foram recuperados e depois instalados em baterias costeiras.

## Antecedentes
Toda a frota da Marinha Otomana foi destruída pela Marinha Imperial Russa durante a Batalha de Sinope na Guerra da Crimeia. O Império Otomano depois iniciou um programa de construção naval, mas este foi limitado pela economia cronicamente fraca do país. Vários ironclads foram encomendados nas décadas de 1860 e 1870, principalmente de estaleiros no Reino Unido e França. Os otomanos, apesar da escassez de dinheiro, adquiriram até o final da década de 1870 uma frota de treze ironclads grandes e nove navios blindados menores. O Mesudiye foi projetado pelo arquiteto naval Edward Reed, que baseou o projeto no recém construído ironclad HMS Hercules da Marinha Real Britânica.

## Características

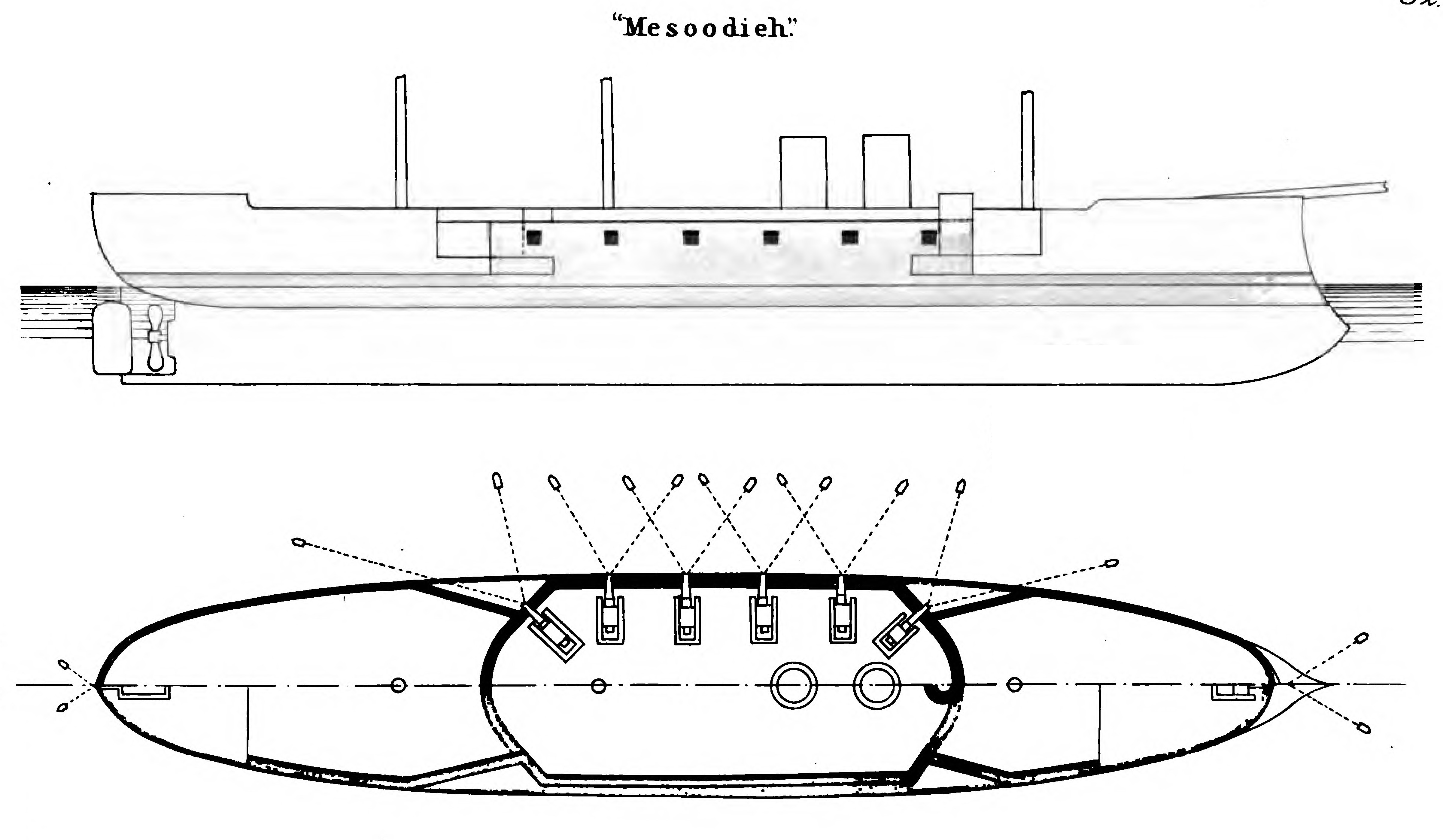
Desenho do Mesudiye

O Mesudiye tinha 101,02 metros de comprimento de fora a fora, boca de 17,98 metros e calado de 7,9 metros. Seu deslocamento era de 8 938 toneladas. Seu casco foi construído com ferro e foi equipado com um rostro na proa. Sua superestrutura era mínima, incluindo um pequeno castelo de proa e um castelo de popa. Tinha uma tripulação de setecentos oficiais e marinheiros.
Tinha oito caldeiras que alimentavam um motor a vapor composto horizontal com dois cilindros. A exaustão das caldeiras era canalizada para duas chaminés à meia-nau. Os motores tinham uma potência indicada de 7 535 cavalos-vapor (5 541 quilowatts) para uma velocidade máxima de 13,7 nós (25,4 quilômetros por hora). Entretanto, manutenção ruim tinha reduzido a velocidade até 1884 para apenas dez nós (dezenove quilômetros por hora). Podia carregar seiscentas toneladas de carvão. A intenção era que operasse principalmente com seu motor a vapor, mas mesmo assim foi equipado com três mastros a vela com uma aparelho de barca.
A bateria principal do Mesudiye era composta por doze canhões antecarga dezoito toneladas de 254 milímetros, todos montados em uma bateria central e disparando através de aberturas no casco. Seis armas ficavam de cada lado, com aquelas localizadas nas extremidades da bateria estando anguladas com o objetivo de poderem distaram à vante ou à ré durante ataques de abalroamento. Também foi equipado com três canhões antecarga de 178 milímetros no convés superior, um à vante e outro à ré, que também serviam como canhões de perseguição. Seis armas de 76 milímetros e seis de 25,4 milímetros foram instaladas em 1891 para proporcionarem defesa contra barcos torpedeiros.
A blindagem era feita de placas de ferro. O cinturão blindado tinha uma espessura máxima de 305 milímetros na parte central, onde protegia as salas de máquinas e depósitos de munição, reduzindo-se em direção das extremidades de vante e ré, primeiro para 127 e depois 76 milímetros. A parte mais espessa do cinturão ficava 1,5 metro abaixo da linha de flutuação e 1,2 metro acima e era formada por três camadas. A camada do meio era a mais espessa, a superior tinha uma espessura ligeiramente mais fina com 254 milímetros e a inferior tinha entre 150 e 230 milímetros. A bateria central era protegida por mais duas camadas, a inferior com 254 milímetros e a superior com 178 milímetros.

## Carreira

### Início de serviço
O Mesudiye, cujo nome significa "Felicidade", foi encomendado em 1871 e seu batimento de quilha ocorreu no ano seguinte nos estaleiros da Thames Ironworks and Shipbuilding Company em Londres, no Reino Unido. Foi lançado ao mar em 28 de outubro de 1874. Encalhou em 15 de setembro de 1875 no rio Medway enquanto era levado para Chatham para que fosse equipado com seus canhões. Foi reflutuado e consertado. Foi comissionado em dezembro para passar por testes marítimos. Originalmente teria um irmão, chamado primeiro de Mahmudiye e posteriormente renomeado para Hamidiye ainda durante sua construção, mas este acabou sendo comprado em 1878 pela Marinha Real Britânica antes de ser finalizado e rebatizado como HMS Superb. O Mesudiye e o Superb foram os maiores ironclads de bateria central construídos na história. A crônica escassez de dinheiro da Marinha Otomana fazia com que sua frota de ironclads, no início da carreira do Mesudiye, fosse ativada apenas anualmente durante a época do verão para pequenos cruzeiros entre o Corno de Ouro e o Bósforo com o objetivo de garantir que seus sistemas de propulsão ainda estavam em condições operacionais.
A embarcação se tornou a capitânia da Esquadra do Mar Negro em setembro de 1876, porém não participou de combates na Guerra Russo-Turca depois desta começar em abril de 1877. Os otomanos foram derrotados e a frota foi ancorada no Corno de Ouro, sendo deixada praticamente abandonada pelos vinte anos seguintes. Os cruzeiros anuais ao Bósforo foram encerrados. Os ironclads otomanos estavam em péssimas condições por volta de meados da década de 1880, com o Mesudiye estando incapaz de navegar. Seu motor estava inutilizável, tendo sido tomado pela ferrugem, enquanto seu casco estava coberto de bioincrustações. O adido naval britânico no Império Otomano na época estimou que o Arsenal Imperial demoraria seis meses para preparar apenas cinco ironclads para irem ao mar. A tripulação do Mesudiye durante esse período foi limitada a apenas um terço do número normal. Houve um período de tensões elevadas com a Grécia em 1886 fez com que tripulações completas fossem designadas para a frota e os navios preparados para navegarem, mas nenhum chegou a deixar o Corno de Ouro e eles foram rapidamente negligenciados de novo. O Mesudiye nessa época provavelmente não era capaz de navegar a mais de dez nós (dezenove quilômetros por hora), mas sua tripulação mal treinada dificilmente seria capaz de manter essa velocidade por um longo período.
O navio recebeu uma pequena modernização durante esse período de inatividade no Arsenal Imperial, no Corno de Ouro. A Guerra Greco-Turca começou em fevereiro de 1897, mas o Mesudiye foi considerado impróprio para combate, assim como a maioria dos outros navios da frota otomana. Ele e várias outras embarcações tentaram realizar exercícios de treinamento em 15 de maio, mas isto apenas destacou como na época estavam péssimas as condições de treinamento das várias tripulações.

### Reconstrução

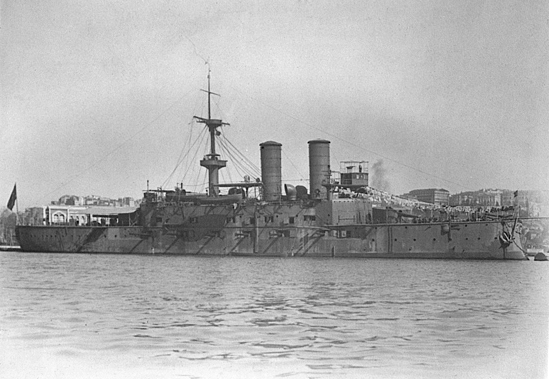
O Mesudiye após sua reconstrução

O governo otomano decidiu após a guerra iniciar um programa de construção naval e reconstruir os antigos ironclads, incluindo o Mesudiye. Pedidos de propostas foram enviados para estaleiros estrangeiros, com a italiana Gio. Ansaldo & C. pedindo permissão em outubro de 1898 para avaliar o Mesudiye e o Asar-i Tevfik. Os dois foram enviados para Gênova em janeiro de 1899, chegando no dia 28, porém a Ansaldo só foi contratada para reconstruir o Mesudiye. Este foi reconstruído como um navio no estilo pré-dreadnought.
A modernização envolveu uma reconstrução radical do casco: a proa e a popa foram cortadas para criar espaço para duas torres de artilharia, cada um para um canhão Vickers calibre 40 de 230 milímetros . Estas torres tinham frentes blindadas de 230 milímetros de espessura, porém nunca chegaram a receber seus canhões, com canos de mentira feitos de madeira sendo colocados no lugar. Uma bateria de doze canhões calibre 45 de 150 milímetros substituíram as armas antecarga, enquanto dezesseis canhões de 76 milímetros foram colocados em uma bateria superior. O navio também recebeu dez canhões de 57 milímetros e dois de 47 milímetros.
Uma grande superestrutura foi construída à meia-nau com uma nova torre de comando blindada com laterais de duzentos milímetros. O deslocamento normal cresceu para 9 120 toneladas e o deslocamento carregado para 9 710 toneladas. O sistema de propulsão também foi totalmente substituído: dois motores de tripla-expansão foram instalados juntos com dezesseis caldeiras Niclausse a carvão. As duas novas hélices se sobrepunham, assim aquela de bombordo ficava Mais à vante do que aquela de estibordo. A potência aumentou para 11 150 cavalos-vapor (8,2 mil quilowatts) e a velocidade para dezessete nós (31 quilômetros por hora). As modificações aumentaram a tripulação para oitocentos oficiais e marinheiros. O Mesudiye completou seus testes marítimos em 15 de março de 1904 e retornou para Constantinopla.

### Guerras Ítalo-Turca e Balcânica
O Mesudiye participou em 1909 das primeiras manobras de frota realizadas pela Marinha Otomana em vinte anos, parte de um programa de reformas instituído por uma missão naval britânica no Império Otomano. O navio a partir de julho de 1911 se juntou aos recém adquiridos couraçados pré-dreadnought Barbaros Hayreddin e Turgut Reis, quatro contratorpedeiros e um barco torpedeiro para vários exercícios que culminaram em um cruzeiro de verão de rotina para Beirute. A frota partiu de volta para Constantinopla quando a Itália declarou guerra contra o Império Otomano, iniciando em 29 de setembro a Guerra Ítalo-Turca. O Mesudiye e os outros navios ancoraram em Ponto Nagara em 2 de outubro e chegaram em Constantinopla no dia seguinte. O Mesudiye foi designado para a Divisão da Reserva, que também tinha o ironclad reconstruído Asar-i Tevfik e o cruzador torpedeiro Berk-i Satvet. A embarcação não participou de combates na guerra pois a frota otomana permaneceu atracada. Isto foi em parte por causa de tensões cada vez maiores nos Bálcãs que levariam às Guerras Balcânicas; os otomanos mantiveram sua frota no porto para que estivessem preparados para o conflito inevitável.
A Liga Balcânica declarou guerra contra o Império Otomano em outubro de 1912, um mês antes do fim da Guerra Ítalo-Turca. O Mesudiye na época estava ancorado como navio de guarda em Büyükdere, um bairro de Constantinopla, junto com os barcos torpedeiros Hamidâbad e Kütahya. A frota otomana foi reorganizada em dezembro e o Mesudiye se juntou à recém formada Divisão de Couraçados, sob o comando do capitão Ramiz Naman Bey. A formação também tinha o Barbaros Hayreddin, Turgut Reis e Asar-i Tevfik. O navio foi para Büyükçekmece em 15 de novembro, onde se juntou ao resto da frota. O Mesudiye e o Barbaros Hayreddin realizaram bombardeios litorâneos dois dias depois a fim de dar suporte para tropas terrestres em Çatalca. Esses bombardeios pouco causaram danos materiais às forças búlgaras, mas aumentou a moral das otomanas.

#### Batalha de Elli

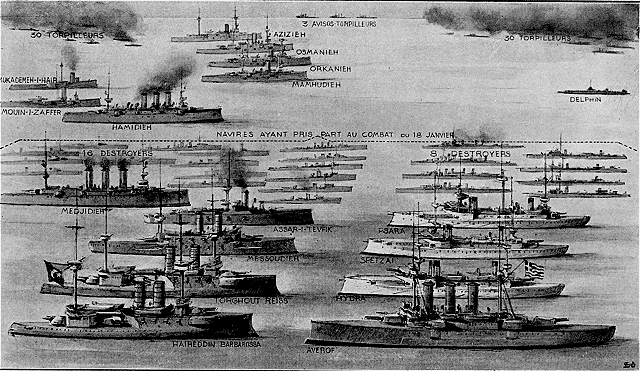
Ilustração das frotas grega e otomana em 1913; o Mesudiye é o terceiro navio de cima para baixo do lado esquerdo

O Mesudiye participou em 16 de dezembro de 1912 da Batalha de Elli, o primeiro combate naval otomano desde a Guerra Russo-Turca. A frota deixou Dardanelos às 9h30min; as embarcações menores permaneceram na entrada dos estreitos enquanto os navios maiores navegaram para o norte, permanecendo próximo do litoral. A frota grega, que incluía o cruzador blindado Georgios Averof e os três ironclads da Classe Hydra, saiu de Lemnos e alterou seu curso para o nordeste a fim de bloquear a rota dos otomanos. Estes abriram fogo às 9h40min a uma distância de aproximadamente catorze quilômetros. O Georgios Averof cinco minutos depois passou para o lado oposto da frota otomana, deixando estes na posição desfavorável de estarem sendo alvejados dos dois lados.
Os otomanos, sob grande pressão, completaram às 9h50min uma virada de 180 graus que inverteu seu curso em direção de Dardanelos. A manobra não foi muito bem executada e os navios saíram de formação, bloqueando os disparos uns dos outros. O Barbaros Hayreddin, Turgut Reis e Mesudiye foram atingidos várias vezes, mas apenas o primeiro foi danificado significativamente. Os dois lados cessaram fogo às 10h17min. O Mesudiye e Asar-i Tevfik assumiram posições de cobertura ao se aproximarem de Dardanelos com o objetivo de proteger os danificados pré-dreadnoughts. Atracaram às 13h00min e transferiram suas baixas para o navio-hospital Resit Paşa.

#### Batalha de Lemnos
Os otomanos iniciaram no final de dezembro uma campanha de surtidas e patrulhas no Mar Egeu contra ilhas que tinham sido recentemente conquistadas pela Grécia. O Exército Otomano começou no mesmo mês a planejar desembarques em Tenedos, que tinha sido conquistada pelos gregos no começo da guerra. O Mesudiye e o resto da Divisão de Couraçados fez uma surtida de Dardanelos em 4 de janeiro de 1913, mas a operação foi cancelada depois da frota grega ter sido avistada. Outra operação ofensiva começou seis dias depois, desta vez um ataque contra Imbros. Os otomanos tiveram um breve combate contra contratorpedeiros gregos e então recuaram novamente para a segurança de Dardanelos. Outra operação foi indiciada em 18 de janeiro, desta vez produzindo a Batalha de Lemnos, o segundo grande confronto naval da guerra. O plano otomano era atrair o mais veloz Georgios Averof para longe de Dardanelos. O cruzador protegido Hamidiye passou pelo bloqueio grego e entrou no Mar Egeu em uma tentativa de atrair o cruzador inimigo para uma perseguição. Mesmo assim, o contra-almirante Pavlos Kountouriotis, o comandante grego, se recusou a destacar o Georgios Averof.
A frota otomana deixou Dardanelos às 8h20min da manhã do dia 18 e navegou em direção de Lemnos a onze nós (vinte quilômetros por hora). O Barbaros Hayreddin estava na vanguarda da linha de batalha, com uma flotilha de barcos torpedeiros estando nos flancos da formação. Um duelo de artilharia a longa distância começou por volta 11h55min e durou duas horas; a distância inicial era de oito quilômetros. Os otomanos concentraram seus disparos no Georgios Averof, que abriu fogo de volta ao meio-dia. Os gregos tentaram cruzar o "T" da frota otomana às 12h50min, mas o Barbaros Hayreddin virou para o norte a fim de bloquear a manobra. O Mesudiye foi atingido por volta do mesmo momento e este acerto incapacitou três de seus canhões de 150 milímetros. Estes danos, mais problemas com suas caldeiras, fizeram Bey destacar o navio e enviá-lo de volta para casa.
O Mesudiye deu apoio em 5 de fevereiro para operações em Şarköy, bombardeando tropas búlgaras que tinham tomado a cidade. Foi sua última ação na guerra, não tendo participando de um ataque anfíbio contra Şarköy três dias depois. A frota otomana passou os meses seguintes atracada até um armistício ser assinado em abril.

### Primeira Guerra Mundial

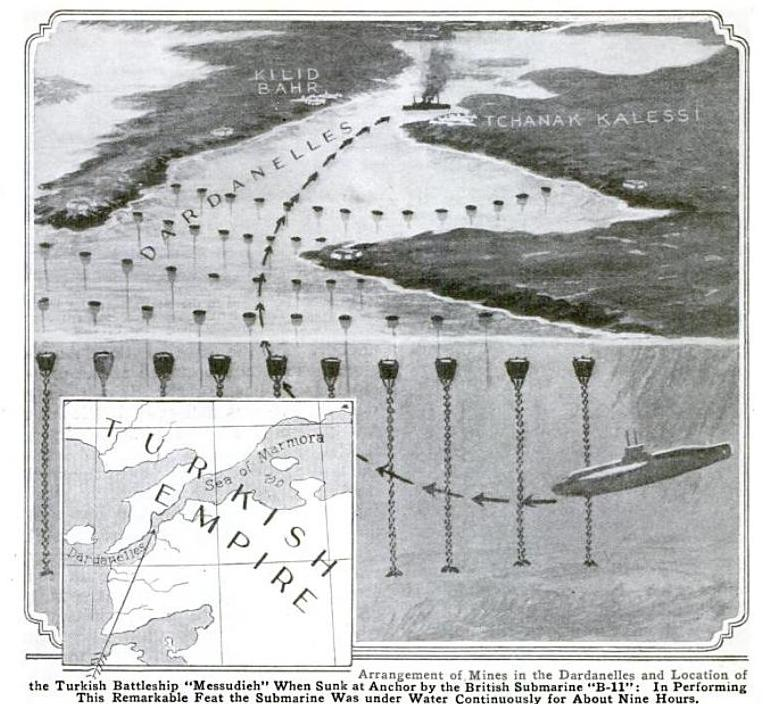
Ilustração da infiltração do B11 que levou ao naufrágio do Mesudiye

A Primeira Guerra Mundial começou no final de julho de 1914, porém o Império Otomano inicialmente se manteve neutro. O Mesudiye foi enviado em 6 de setembro para Nara com o objetivo de proteger os campos minados que defendiam a entrada de Dardanelos. Teve o apoio do lança-minas Nusret e do rebocador Intibah. As tensões entre os otomanos e a frota britânica que patrulhava a entrada de Dardanelos cresceram até 5 de novembro, quando o Reino Unido e França declararam guerra contra o Império Otomano.
O submarino britânico HMS B11, comandado pelo tenente Norman Holbrook, entrou em Dardanelos na manhã de 13 de dezembro. Ele avistou o ancorado Mesudiye por volta das 11h30min e lançou um único torpedo a uma distância de 750 metros. O torpedo acertou a popa e causou enormes danos. O navio otomano brevemente disparou contra o B11 antes de emborcar e afundar na água rasa. Houve poucas baixas, com apenas dez oficiais e 27 marinheiros morrendo no ataque. Enquanto isso o B11 passou de volta por Dardanelos e escapou, com Holbrook sendo condecorado com a Cruz Vitória pelo naufrágio do Mesudiye. Um esforço de salvamento removeu os canhões de 150 e 76 milímetros dos destroços e esses foram depois usados para fortalecer as baterias costeiras de Dardanelos.
As armas de 150 milímetros do Mesudiye foram chamadas em Dardanelos de Bateria Mesudiye. Estes canhões desempenharam um papel no naufrágio do couraçado francês Bouvet em 18 de março de 1915, tendo acertando-o oito vezes, incluindo uma que incapacitou sua torre de artilharia de vante. O Bouvet bateu em uma mina naval e afundou com a maior parte de sua tripulação.